# High Times
High Times is een nummer van de Britse acidjazzband Jamiroquai uit 1997. Het is de vijfde en laatste single van hun vierde studioalbum Traveling without Moving.
De regels You don't need a name in bright lights, you're a rock star. In some tinfoil, with a glass pipe, is your guitar" aan het begint, verwijzen naar crack. Er wordt in het nummer naar meerdere drugs verwezen, maar ze worden in een negatief daglicht gezet. De radioversie van het nummer kwam op kritiek te staan van fans vanwege de slechte montage. "High Times" werd een hit in het Verenigd Koninkrijk, waar het de 20e positie behaalde. In het Nederlandse taalgebied werden geen hitlijsten gehaald.

## Tracklijst
- Cd-single

1. "High Times" (radioversie) – 4:08
2. "High Times" (Bionic Supachronic mix) – 8:38
3. "High Times" (Doobie dub) – 6:46
4. "High Times" (albumversie) – 5:57

- 12"

1. "High Times" (Bionic Supachronic mix) – 8:38
2. "High Times" (Jamiroquai mix) – 4:00
3. "High Times" (Doobie dub) – 6:46
4. "High Times" (Jamiroquai dub) – 5:30